# Bruno Pittón
Bruno Alejandro Pittón (Santa Fe, 1º febbraio 1993) è un calciatore argentino, difensore dell'Unión (SF).

## Caratteristiche tecniche
È un terzino sinistro.

## Carriera
Cresciuto nelle giovanili dell'Unión (SF), ha esordito il 7 settembre 2015 in occasione del match pareggiato 0-0 contro l'Olimpo.

## Statistiche

### Presenze e reti nei club
Statistiche aggiornate al 18 marzo 2018.
| Stagione        | Squadra         | Campionato      | Campionato | Campionato | Coppe nazionali | Coppe nazionali | Coppe nazionali | Coppe continentali | Coppe continentali | Coppe continentali | Altre coppe | Altre coppe | Altre coppe | Totale | Totale | Totale |
| Stagione        | Squadra         | Comp            | Pres       | Reti       | Comp            | Pres            | Reti            | Comp               | Pres               | Reti               | Comp        | Pres        | Reti        | Pres   | Reti   |        |
| --------------- | --------------- | --------------- | ---------- | ---------- | --------------- | --------------- | --------------- | ------------------ | ------------------ | ------------------ | ----------- | ----------- | ----------- | ------ | ------ | ------ |
| 2015            | Unión (SF)      | PD              | 3          | 0          | CA              | 0               | 0               |                    | -                  | -                  |             | -           | -           | 3      | 0      |        |
| 2016            | Unión (SF)      | PD              | 14         | 1          | CA              | 1               | 0               |                    | -                  | -                  |             | -           | -           | 15     | 1      |        |
| 2016-2017       | Unión (SF)      | PD              | 17         | 1          | CA              | 3               | 0               |                    | -                  | -                  |             | -           | -           | 20     | 1      |        |
| 2017-2018       | Unión (SF)      | PD              | 19         | 0          | CA              | 0               | 0               |                    | -                  | -                  |             | -           | -           | 19     | 0      |        |
| Totale carriera | Totale carriera | Totale carriera | 53         | 2          |                 | 4               | 0               |                    | 0                  | 0                  |             | -           | -           | 57     | 0      |        |